# Tecolotitla
Tecolotitla es una localidad de México perteneciente al municipio de Atlapexco en el estado de Hidalgo.

## Toponimia
La palabra Tecolotitla significa "Lugar de Alacranes bajo las Piedras", proviene del náhuatl Tetl: "piedra"; Colotl: "Alacrán"; y Cuatitla: "Monte o Lugar". Otro significado es del náhuatl: Tecolotl, tecolote, tla, donde abundan. Donde abundan los tecolotes.

## Historia
No se sabe realmente cual es la fecha exacta en que se asentaron los primeros pobladores, pero investigaciones hechas con personas de más edad, comentan que fue en el año de 1870, aproximadamente, cuando se establecieron por primera vez en este lugar.
Anteriormente el poblado se ubicó en las orillas del Río Huazalingo, pero la constantes crecientes hicieron que los habitantes buscaran las partes más altas para edificar sus casas, quedando el pueblo en una loma.
Actualmente "Tecolotitla" se ha extendido demasiado, teniendo dos anexos, que son "Tierra Playa y Samaria ", además de que por el rumbo de Tierra Playa, en un punto intermedio, se formó una colonia que llamaron "Petrolera", precisamente porque ahí se asentaron trabajadores de Pemex que explotaron un yacimiento de petróleo, en el año de 1966. Caber hacer mención que la comunidad de Atlaltipa-Tecolotitla no se considera anexo, solo se relaciona por su cercanía y también para distinguirla de otra comunidad llamada Atlaltipa-Huitzotlaco.
Hacia el punto norte, en el año de 1986, se formó una colonia que actualmente tiene más de 50 familias y muchas casas en construcción, y que lleva por nombre "Linda Vista". Hay dos colonias más que actualmente se están formando, "Lomas Verdes" y "Humberta Hernández", se sitúan junto a Tierra Playa, pasando el yacimiento petrolero.
Entre Tecolotitla y Atlapexco, aproximadamente a un kilómetro, se localiza Samaria, una familia compuesta por siete casas, cuyo jefe es originario de Tecolotitla. Samaria se considera anexo o colonia de Tecolotitla.

## Geografía

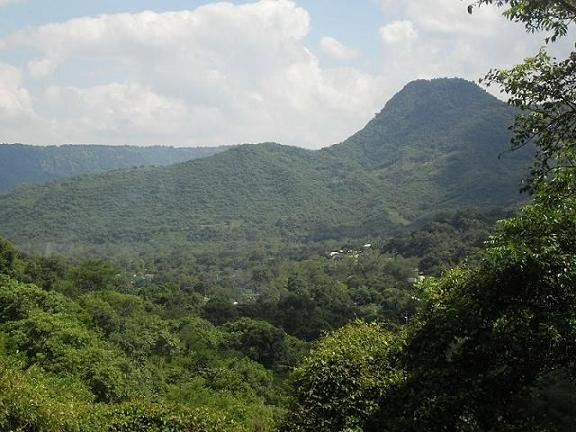
Cerro El Xotiamitl.

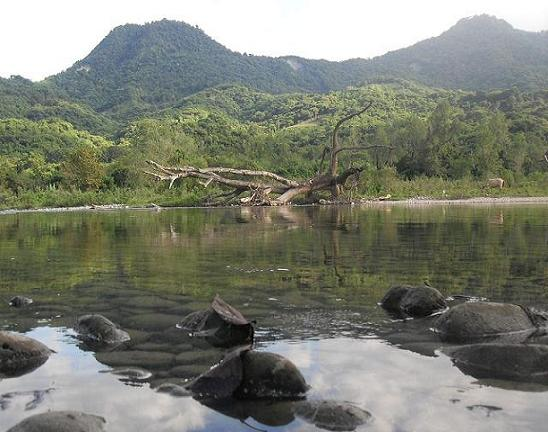
Brazo del río Huazalingo.

### Localización
A la localidad le corresponden las coordenadas geográficas 21° 0’ 22.707” de latitud norte y 98° 21’ 44.571” de longitud oeste, con una altitud de 158 m s. n. m. Se encuentra a una distancia aproximada de 2.24 kilómetros al suroeste de la cabecera municipal, Atlapexco. Los poblados más cercanos a la localidad son: Atlapexco, Tierra Playa, Tzintepetzintla, Cuatenango, Atlaltipa-Tecolotitla, Tlachapa, Achiquihuixtla e Itzócal.

### Relieve
En cuanto a fisiografía se encuentra dentro de la provincia de la Sierra Madre Oriental dentro de la subprovincia de Carso Huasteco; su terreno es de Sierra y lomerío. Aproximadamente a dos kilómetros se localiza un cerro muy peculiar para Atlapexco pero también lo es para Tecolotitla, y lleva por nombre El Xotiamitl; es la montaña representativa del municipio. Al noreoste existe otro cerro, al que las personas de Tecolotitla llaman El Encanto.

### Hidrografía
En lo que respecta a la hidrografía se encuentra posicionado en la región Panuco, dentro de la cuenca del río Moctezuma, en la subcuenca del río Los Hules. La principal corriente hidrológica de este pueblo es un brazo del río Huazalingo, así como algunos arroyos y varios pozos, los cuales abastecen al pueblo de dicho líquido. Cuenta con un clima semicálido húmedo con lluvias todo el año.

### Clima
El clima del pueblo se puede considerar extremoso, es decir, en invierno hace demasiado frío y en primavera-verano demasiado calor, con una temperatura media anual de 32 °C y una precipitación pluvial anual de 1800 milímetros.

### Flora y fauna
El pueblo se encuentra enclavado en la Huasteca Hidalguense, una zona cubierta por mucha vegetación con selva mediana en las zonas elevadas y por pastizales en la planicie, mismos que facilitan la agricultura, la ganadería, entre otras actividades. La fauna, entre las principales especies animales que se pueden encontrar están: el conejo, gato montés, tigrillo, jabalí, coyote, venado, armadillo; y aves como el papán, la tórtola, la calandria, el tordo, el halcón, la lechuza, la primavera, la guiliquisa, palomas torcaza y jabonera, entre otros.
Su flora se compone de una vegetación vasta y cuenta con plantas tales como: acacia, totopo, mohuite, cohuayote, limonaria, chichicaxtle, capulín, chayacaxte, bejucos varios, chote, matas de plátano; entre los árboles de la zona están: el cedro, tamarindo, zapote, brasil, framboyán, orejón, chijol, chaca, palo de rosa, humo, otatillo, raspa sombrero, etc. Además cuenta también con árboles tradicionales tales como: naranja, limón, papaya, guayaba, mango, aguacate.

## Demografía
En 2020 registró una población de 969 personas, lo que corresponde al 4.89 % de la población municipal. De los cuales 463 son hombres y 506 son mujeres. Tiene 281 viviendas particulares habitadas.
| Gráfica de evolución demográfica de Tecolotitla entre 1900 y 2020                            |
|                                                                                              |
| Población de los censos y conteos del Instituto Nacional de Estadística y Geografía (INEGI). |

## Economía
La localidad tiene un grado de marginación medio y un grado de rezago social bajo. La población económicamente activa es de 283. La economía se basa en las siguientes actividades: la agricultura, ganadería y comercio. En cuanto a la agricultura los principales cultivos a los que se dedica la gente de este pueblo son: el maíz, frijol, además de otros cultivos como tomate, calabaza, chile y caña,  Respecto a la fruticultura, los frutos que se cosechan son: la naranja, mandarina, plátano, mango, papaya, tamarindo, los cuales son característicos de la región. En cuanto a la ganadería son escasas las personas que se dedican a la engorda y cría de cabezas de res, de porcino, y ganado ovino. 

## Infraestructura
El pueblo está comunicado por la carretera Atlapexco-Calnali, y se puede llegar de la ciudad de Huejutla hacia Calnali o Yahualica; o de la carretera Pachuca-Tampico, tomando la desviación a Calnali con dirección a Atlapexco. Respecto al servicio Telefónico muchas familias cuentan con telefonía en sus hogares proporcionada por Telmex; para el uso de la telefonía móvil hay buena cobertura (Telcel, Movistar).
Esta población cuenta con los servicios de una clínica rural, la Unidad Médico Rural No. 49, dependiente del Instituto Mexicano del Seguro Social, que también brinda servicios a Atlaltipa-Tecolotitla, Tierra Playa y Achiquihuixtla.

## Cultura

### Fiestas
La fiesta del carnaval, que es en el mes de febrero, se elaboran zacahuiles. Los niños, jóvenes y adultos bailan de casa en casa y pintados en los cuerpos con barro. Acompañados por un garrote que golpean al bailar al son del violín, se bailan canciones propias de carnaval. En Semana Santa se lleva a cabo un Torneo de Basquetbol, acompañado de basquetbol femenil y fútbol de salón, éstas justas deportivas son llevadas a cabo toda la semana.
El xantolo es la festividad del día de muertos, en las fechas del 1 y 2 de noviembre, acostumbran las ofrendas a los difuntos, altares adornados con flores y comida típica de la región: tamales, zacahuil, enchiladas, chocolate, bocoles, mole y otras especialidades huastecas.
El Destape de Disfrazados se efectúa el 27 de diciembre, es una fiesta peculiar de la comunidad, ese día se celebra la culminación del día de muertos. Durante el día se ofrece una comida a visitantes y a propios del lugar, y por en la noche se baila al son del violín y banda de viento, se queman varios toritos y para finalizar la fiesta se quema el tradicional Bolillo.

### Artesanías
En esta comunidad se elaboran comales de barro para cocer las tortillas de maíz, pero por diversas cuestiones esta actividad ha ido decreciendo con el paso de los años; así también máscaras de madera; tlapacones (canasta elaborada con bejucos); y achiquihuites (una especie de trampa en forma de cono elaborada con bejucos para atrapar peces cuando el río está crecido). Referente a deportes antiguos, hace tiempo que ya no se practica el trompo de cuarta, una pieza de madera con punta y baila a golpes que se le propina con un trozo de izote cosido.

### Gastronomía
La comida en Tecolotitla no pueden faltar las ricas y exquisitas enchiladas, acompañadas con cecina o pescado así como los bocoles. En xantolo se acostumbran tamales de carne de puerco o pollo. La otra comida preferida es el zacahuil (tamal enorme). También se elabora el xohol', que es un platillo de masa endulzada con piloncillo envuelto en hojas de plátano.